# 옥련 나들목
옥련 나들목(Ongnyeon IC)은 인천광역시 연수구 옥련2동과 송도2동에 걸쳐 설치된 제2경인고속도로의 5번 교차로이다. 성남방향 진출과 인천방향 진입만 가능하며, 나들목 진출 시 아암대로를 통해 제2경인고속도로 본선 구간의 기점인 능해 나들목과 간접 연결된다. 건설 당시 가칭은 해안 나들목이었다.

## 연혁
- 2005년 12월 28일 : 나들목 신설을 위해 인천광역시 도시계획시설 교통광장에 해안 나들목으로 고시[1]
- 2009년 10월 19일 : 제2경인고속도로 인천대교 구간 개통과 함께 영업 개시[2]

## 구조물 정보
- 위치 : 인천광역시 연수구 옥련2동, 송도2동

## 접속하는 도로
- 아암대로 (국도 제77호선, 국가지원지방도 제84호선, 국가지원지방도 제98호선)
- 간접 연결 : 110호선 제2경인고속도로 본선 구간 (능해 나들목(제2경인시점 교차로) 이용)